# كلارك جيمس غيبل
كلارك غيبل جيمس (بالإنجليزية: Clark James Gable)‏ (20 سبتمبر 1988 – 22 فبراير 2019) هو ممثل وعارض أزياء من الولايات المتحدة الأمريكية، وهو حفيد الممثل كلارك غيبل.

## جوائز وترشيحات
حصل على جوائز منها:
وسام الجو

## روابط خارجية
- كلارك جيمس غيبل على موقع IMDb (الإنجليزية)
- كلارك جيمس غيبل على موقع ميوزك برينز (الإنجليزية)
- كلارك جيمس غيبل على موقع قاعدة بيانات الفيلم (الإنجليزية)
- كلارك جيمس غيبل على موقع كينوبويسك (الروسية)